# 王上豪
王上豪（1989年8月13日—），臺灣男演員。

## 戲劇作品
| 年份   | 播出頻道    | 劇名         | 飾演   |
| 2020年 | ETtoday播吧 | 《同居世代》 | 攝影師 |

| 年份   | 播出頻道     | 劇名                     | 飾演          |
| 2009年 | 三立台灣台   | 《天下父母心》           | 吳添貴 (客串) |
| 2014年 | 民視         | 《廉政英雄》             | 何昌哲        |
| 2014年 | 民視         | 《龍飛鳳舞》             | 李勝          |
| 2014年 | 民視         | 《嫁妆》                 | Daniel (客串) |
| 2015年 | 大愛電視台   | 《文武親家》             | 黃文彬        |
| 2015年 | 大愛電視台   | 《吉姊當家》             | 江國誠        |
| 2015年 | 大愛電視台   | 《藍色艷陽天》           | 偏仔          |
| 2015年 | 大愛電視台   | 《萬里桂花香》           | 呂慶燈        |
| 2015年 | 好消息電視台 | 《幸福學堂我的完美愛情》 | 廖立忠        |
| 2015年 | 民視         | 《廉政英雄》             | 小武          |
| 2016年 | 民視         | 《我的老師叫小賀》       | 金小帥        |
| 2016年 | 民視         | 《春花望露》             | 高志強        |
| 2017年 | 民視         | 《實習醫師鬥格》         | 簡文豪        |
| 2018年 | 公視         | 《雙城故事》             | 阿龍          |
| 2021年 | 三立台灣台   | 《戲說台灣》             | 單元角色      |
| 2022年 | 大愛電視台   | 《天下第一招》           | 李文浚        |
| 2022年 | 台視         | 《美麗人生》             | 劉正雄 (老鼠) |
| 2023年 | 衛視中文台   | 《女兒大人加個賴》       | 安迪          |
| 2023年 | 中視         | 《開創者》               | 阿國          |
| 2023年 | 三立台灣台   | 《天道》                 | 曾大威        |
| 2024年 | 三立台灣台   | 《願望》                 | 金斯文        |
| 2025年 | 大愛電視台   | 《九如一家人》           | 阿國          |
| 2025年 | 三立台灣台   | 《百味人生》             |               |

| 播出頻道 | 節目名稱                         |
| 民視     | 《舞力全開》                     |
| 民視     | 《綜藝大集合》                   |
| 民視     | 《2016、2017、2018過年特別節目》 |

## 獎項
2017CTC世界國標舞競賽
藝人組 第四名

## 外部連結
- 王上豪 simba的Facebook專頁
- 王上豪simba的Instagram帳戶
- YouTube上的王上豪 Simba頻道
- 王上豪twitch （页面存档备份，存于）